# Geudertheim
Geudertheim je občina v departmaju Bas-Rhin francoske regije Alzacija.
Leta 1990 je v občini živelo 2 010 oseb oz. 178 oseb/km².